# Rupe, Velike Lašče
Rupe so naselje v Občini Velike Lašče.